# Joaquín Maurín
Joaquín Maurín (ur. 12 stycznia 1896 w Bonansa, zm. 5 listopada 1973) – hiszpański dziennikarz, polityk komunistyczny i rewolucyjny. Zwolennik tzw. Prawej Opozycji. 
Przywódca utworzonej we wrześniu 1935 Partii Robotniczej Zjednoczenia Marksistowskiego (POUM). Był aktywny głównie w Katalonii. W wyborach w lutym 1936 był jedynym członkiem POUM, który zdobył miejsce w Kortezach. 
W 1920 został redaktorem czasopisma La Lucha Social. W 1921 wyjechał do Rosji, gdzie uczestniczył w Trzecim Kongresie Kominternu. Po powrocie do Hiszpanii założył marksistowski tygodnik związkowy La Batalla. W 1931 założył Partię Robotniczą i Chłopską (Bloque Obrero y Campesino - BOC), zostając jej sekretarzem generalnym. Został aresztowany podczas próby przedostania się do strefy republikańskiej we wrześniu 1936 r., choć jego tożsamość odkryto dopiero po roku. W przeciwieństwie do wielu przywódców ruchu republikańskiego życie Maurina zostało oszczędzone dzięki interwencji wysokiego rangą krewnego w wojsku Franco. Po spędzeniu dziewięciu lat w więzieniu Maurin został zwolniony w październiku 1946, wyemigrował do Stanów Zjednoczonych i osiedlił się w Nowym Jorku, gdzie założył Amerykańską Agencję Literacką (ALA), organizację promującą twórczość latynoamerykańskich pisarzy. 